# Haïti aux Jeux olympiques d'été de 1928
Haïti  participe aux Jeux olympiques d'été de 1928, à Amsterdam, pour la seconde fois de son histoire olympique. Ce pays est représenté par une délégation des plus réduite ne comprenant que deux membres qui concourent en Athlétisme. En l’occurrence, le sprinter André Théard et le sauteur en longueur et décathlonien Sylvio Cator. Ce dernier parvenant à devenir vice-champion olympique dans l’épreuve du Saut en longueur. Une médaille d ‘argent qui permet à Haïti d’intégrer le tableau des médailles, en 30ème position.

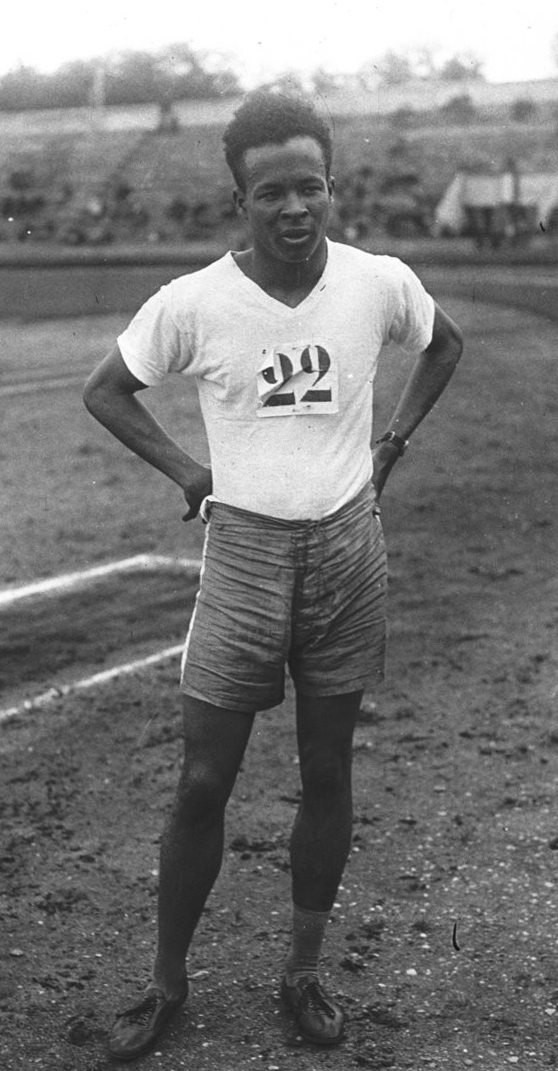
Le sprinter André Théard (photo 1926).

## Liste des médaillés haïtiens
| Médaille | Nom          | Sport      | Compétition      |
| -------- | ------------ | ---------- | ---------------- |
| Argent   | Sylvio Cator | Athlétisme | Saut en longueur |

## Sources
- (fr) Haïti sur le site du Comité international olympique
- (en) Haïti aux Jeux olympiques d'été de 1928 sur Olympedia.org